# Steinberg am See
Steinberg am See – miejscowość i gmina w Niemczech, w kraju związkowym Bawaria, w rejencji Górny Palatynat, w regionie Oberpfalz-Nord, w powiecie Schwandorf, wchodzi w skład wspólnoty administracyjnej Wackersdorf. Leży około 8 km na południowy wschód od Schwandorfu, przy autostradzie A93 i drodze B85.

## Polityka
Rada gminy składa się z 12 członków:
- CSU/FW 7 miejsc
- SPD 5 miejsc